# Домерщиков, Михаил Михайлович
Михаил Михайлович Домерщиков (1882—1942) — офицер Российского императорского флота, участник Цусимского сражения, в 1915 году разжалован в матросы, отправлен на фронт Первой мировой войны, служил в Конном подрывном отряде Кавказской Туземной конной дивизии, награждён полным бантом солдатского Георгиевского креста, восстановлен в офицерском чине с повышением звания, награждён Георгиевским оружием.
После Октябрьской революции служил в Морском Генеральном Штабе, заместителем начальника Морского транспорта Народного комиссариата путей сообщения, командиром парохода «Рошаль», консультантом и переводчиком в ЭПРОНе. Умер от голода в блокадном Ленинграде.

## Биография
Домерщиков Михаил Михайлович родился 12 марта 1882 года в Санкт-Петербурге. Из потомственных дворян Калужской губернии. Его дед — Павел Васильевич Домерщиков (1817—1891) — был директором Оренбургского Неплюевского кадетского корпуса, членом Инженерного комитета ГИУ, инженер-генерал-лейтенантом, строил мосты в Санкт-Петербурге; отец — действительный статский советник Михаил Павлович Домерщиков был юристом, членом консультации при министерстве юстиции; мать, урождённая Фёдорова, дочь тульского мелкопоместного дворянина. Михаил был младшим сыном в семье. Старший брат Платон избрал профессию правоведа; средний брат Константин выбрал карьеру военного. Михаил, после окончания Тульской гимназии, 1 сентября 1895 года поступил воспитанником в Морской кадетский корпус.

### Служба в Российском императорском флоте
В службе с 1 сентября 1898 года. После окончания Морского корпуса 6 мая 1901 года был произведён в мичманы и зачислен в 7 флотский экипаж. С 1901 года служил вахтенным начальником и исполнял обязанности ревизора на броненосце береговой обороны «Кремль», затем служил на эскадренном броненосце «Ослябя», броненосных крейсерах «Баян» и «Минин». В 1902 году окончил штурманские, а в 1903 году — артиллерийские офицерские классы. 22 марта 1903 года начал службу на крейсере «Аврора», с 5 сентября 1903 года — артиллерийский офицер крейсера в заграничном плавании. В 1904 году назначен на бронепалубный крейсер «Олег», на котором перешёл на Дальний Восток и вошёл в состав Второй Тихоокеанской эскадры. Участник русско-японской войны и Цусимского сражения. Был интернирован в Манилу. Вернулся во Владивосток и назначен на бронепалубный крейсер «Жемчуг» младшим артиллерийским офицером. 6 декабря 1905 года произведён в лейтенанты и награждён орденом Святого Станислава 3-й степени. В ходе восстания во Владивостоке команда крейсера «Жемчуг» присоединилась к мятежному гарнизону и приняла участие в уличных боях. Ревизор корабля и член городского офицерского комитета Владивостока М. М. Домерщиков передал из корабельной кассы 22 054 рубля в Комитет помощи пострадавшим. Пока проходило следствие по данному делу, Домерщиков продолжал служить. С 20 декабря 1905 года служил на бронепалубном крейсере «Аскольд». 10 февраля 1906 года назначен командиром подводной лодки «Сом», одновременно заведовал лодкой «Налим». 30 декабря 1906 года назначен командиром ПЛ «Дельфин». В январе 1907 года, спасаясь от суда, Домерщиков бежал в Японию, около года жил в Нагасаки, работал наборщиком в типографии. Затем переехал в Сидней (Австралия), работал на ферме в Новой Зеландии, плавал матросом на парусном барке, служил в нотариальной конторе.
В 1914 году, с началом Первой мировой войны, Домерщиков вернулся в Петроград. Подал прошение о восстановлении на военной службе. Был отдан под суд. 2 марта 1915 года по Высочайшей конфирмации приговора Кронштадтского военно-морского суда от 22 января 1915 года, «взамен определённой ему отдачи в исправительное арестантское отделение на два года и четыре месяца с исключением из службы и лишением воинского звания, чинов, ордена Святого Станислава 3-й степени, дворянства и всех особенных прав и преимуществ за не пополненную растрату вверенных ему по службе казённых денег и учинённый с целью избежать суда за эту растрату побег со службы в 1906 году...» — Домерщиков был разжалован в матросы, и определён в службу на фронт. Направлен «штрафником» в Конный подрывной отряд Кавказской Туземной конной дивизии, которая участвовала в боях на Юго-Западном (австрийском) фронте. Девять месяцев матрос 2-й статьи Домерщиков служил на передовой. В боях был ранен и контужен. За храбрость, проявленную в боях, в течение двух месяцев получил «полный бант» солдатского Георгиевского Креста. Дослужился до унтер-офицерского звания.
11 мая Домерщиков добровольно вызвался на опасное задание и получил за его выполнение Георгиевский крест 4-й степени. 28 мая при отходе Дикой дивизии за Днестр, моряки перед преследующим их неприятелем взорвали мост, Домерщиков получил Георгиевский крест 3-й степени. В июле он был награждён Георгиевским крестом 1-й степени «за мужество и храбрость, проявленные в боях с неприятелем в период с 26 апреля по 8 июля 1915 года». По ходатайству великого князя Михаила Александровича, поддержанному главнокомандующим армиями Юго-Западного фронта Н. И. Ивановым и Морским министром И. К. Григоровичем, 16 сентября 1915 года Император Всемилостивейше повелел: «возвратить утраченные им по суду дворянство, чины, орден Св. Станислава 3-й степени и все особенные права и преимущества с определением в службу во флот лейтенантом в чине за пребывание в безвестном отсутствии и отставкой 25.05.1913 старший лейтенант „за отличие в делах против неприятеля“».

В сентябре 1915 года Домерщиков был назначен комендантом иностранного парохода, перевозившего русские войска во Францию. Затем был послан в Одессу на Транспортную флотилию. Участвовал в операциях армии и флота на Анатолийском побережье. 11 декабря 1915 года без экзамена был зачислен офицером в подводное плавание. Назначен помощником начальника Батумского отряда по морской части и начальником базы высадки войск в Ризе. Утром 5 марта 1916 года Батумский отряд кораблей, под флагом капитана 1 ранга М. М. Римского-Корсакова, высадил в тыл туркам два батальона. Десантники выбили противника из укреплений на реке Беюк-Дере и к вечеру перешли в наступление на Ризе. Почти двое суток шли ожесточенные бои. Судьбу города решил лихой десант, высаженный с тральщика под прикрытием канонерской лодки «Кубанец» и трёх миноносцев. Старший лейтенант Домерщиков сумел не только подвести свой тральщик почти к самому берегу, но и первым прыгнул в воду, увлекая за собой атакующих. 
Действовал он храбро и умело, как совсем недавно на перевалах Галиции. По сути дела, он был отменным морским пехотинцем. Мало кто из его коллег знал в то время приёмы и уловки боя на сухопутье. Домерщиков же постиг все это там, в пулеметной команде при Дикой дивизии.
 — пишет Николай Черкашин. 
С горсткой пластунов и матросов лейтенант Домерщиков ворвался на позиции турецкой полевой батареи. Храбрецы перебили прислугу, повернули орудия и беглым огнём рассеяли эскадрон янычар.
 — писал в 1916 году французский военный корреспондент (репортаж «Русский герой»).
В итоге, Ризе был взят. Лейтенанта Домерщикова назначили комендантом города-порта. 5 июня 1916 года он был награждён золотым Георгиевским оружием за высадку десанта и знаком Красного Креста за спасение погибавших на море (госпитальное судно «Портюгаль»). 9 августа 1916 года назначен исполняющим должность старшего помощника корабля «Пересвет», после гибели корабля в Средиземном море с частью команды был направлен в город Специя (Италия), 24 января 1917 года назначен командиром посыльного судна «Млада» (корабль находился в Специи до октября 1917 года).

### Служба в советском флоте
После Октябрьской революции Домерщиков вернулся из Италии в Россию. 18 октября 1918 года был арестован сотрудниками московского ЧК, но вскоре освобождён. С 1918 года служил в Морском Генеральном Штабе начальником статистического отдела, а затем иностранного отдела. С января по сентябрь 1919 года — начальник службы связи морского коммерческого флота, с сентября 1919 по апрель 1920 года — помощник начальника экономического отдела МГШ. 18 мая 1920 года был вновь арестован по политическим мотивам и вновь освобождён. По распоряжению Предреввоенсовета откомандирован в Главвод . С 1920 года — заместитель начальника Морского транспорта Народного комиссариата путей сообщения, с мая 1922 года — начальник эксплуатационного отдела Морского транспорта НКПС, с декабря того же года — начальник отдела торгового мореплавания. С сентября 1923 года — начальник Морского отдела в Доброфлоте. С сентября 1924 года — заведующий Ленинградской конторы областного бюро путешествий.
В апреле 1926 года Домерщиков был назначен старшим помощником капитана парохода «Рошаль». С сентября 1926 года стал его капитаном. Имел звание — командир судна 3-го ранга (лишен по суду в 1931 году).
7 июня 1927 года арестован ОГПУ. В конце января 1928 года постановлением ОСО был осуждён в ссылку на три года по статье 58 п. «Б». В июне 1930 года отправлен в Новосибирск. Работал на «Сибкомбайне» техником, плановиком и преподавателем английского языка. В ссылке женился на ссыльной Карташовой Екатерине Николаевне (вдове офицера). С 21 ноября 1933 года Домерщикову было разрешено свободное проживание. Пять раз увольнялся со службы как бывший ссыльный. В мае 1936 года вернулся в Ленинград. С 1 июня 1936 года работал в Главном управлении ЭПРОНа в должности консультанта и переводчика (знал английский, немецкий и французский языки). Там тоже был дважды уволен как бывший ссыльный — в 1937 году и 1939-м. После жалобы на имя Сталина был восстановлен в должности.
Умер Михаил Михайлович Домерщиков 14 марта 1942 года в Ленинграде от голода во время блокады.

## Семья
Михаил Домерщиков был женат дважды. Первый раз женился в Сиднее на Колдил Яковлевне Иден (англ. Koldil Eden). В 1914 году супруги приехали в Россию. 8 февраля 1917 года у них в Елизаветполе (ныне Гянджа, Азербайджан), где жил брат М. Домерщикова, елизаветпольский вице-губернатор, статский советник Платон Домерщиков, родился сын Пётр (Питер). В конце 1925 года жена, с которой Домерщиков ранее оформил развод, и его сын эмигрировали в Англию.
Сын Домерщикова натурализовался в Великобритании 3 ноября 1933 года как Питер Майкл Джервис (англ. Peter Michael Jervis), проживал в Теддингтоне. Окончил школу The King's School в Кентербери, в мае 1938 года служил кадет-капралом пехотного полка Собственных Его Величества короля шотландских пограничников.
Во второй раз Домерщиков женился, находясь в ссылке в Новосибирске, на ссыльной Екатерине Николаевне Карташовой (вдове драгунского офицера, после окончания ссылки работала воспитателем в детском саду в Ленинграде).